# دیوید والاس
دیوید والاس یک شخصیت تخیلی در مجموعه تلویزیونی کمدی اداره است که توسط اندی باکلی به تصویر کشیده‌است. والاس در فصل دوم به عنوان مدیر ارشد مالی جدید داندر میفلین معرفی می‌شود. والاس به نام دیوید فاستر والاس، نویسنده مورد علاقه جان کرازینسکی و تهیه‌کننده اجرایی مایکل شور نامگذاری شده‌است. شخصیت‌های دیگر تقریباً به‌طور انحصاری با نام کامل «دیوید والاس» به او ارجاع می‌دهند، نه اینکه مثلاً فقط با نام کوچک او صحبت کنند. شخصیت او به عنوان یک مدیر ثروتمند در دفتر مرکزی شرکت در نیویورک با یک خانه مجلل در نزدیکی، همسر و دو بچه - یک پسر و یک دختر - به تصویر کشیده شده‌است. دیوید علی‌رغم سبک زندگی متفاوتش با اعضای شعبه اسکرانتون، رفتارهای عجیب و غریب و ناقص مدیر منطقه‌ای مایکل اسکات را تحمل کرده و درک می‌کند و از کارمندان جیم هالپرت و توبی فلندرسون تقدیر می‌کند. پس از جذب داندر میفلین توسط شرکت سیبر، او در فصل ششم اخراج می‌شود. او بعدها ثبت اختراع خود را برای یک اسباب بازی جاروبرقی‌مانند را به ارتش ایالات متحده برای ۲۰ میلیون دلار به فروش می‌رساند و پس از آن داندر میفلین برای جمع نامعلومی از پول بدست می‌آورد و به مدیرعامل آن در قسمت پایانی فصل هشتم تبدیل می‌شود.

## پذیرایی
پس از بازگشت او در فصل هشت، بسیاری از نظرات بسیار مثبت بود. یک نقد از تیوی ایکوالز خاطر نشان کرد که: «من کاملاً متقاعد نشده‌ام که داستان دیوید والاس به همان سادگی آنچه او می‌گوید ساده است، اما شاید این فقط به این دلیل باشد که من دوست دارم هر بهانه ای برای او داشته باشم تا بتواند به خط داستانی بازگرد .» مایکل تدر از مجله نیویورک والاس را «همیشه خوش آمد» خواند.